# Denis Wischniewski
Denis Wischniewski (* 30. Juni 1973 in Reutlingen) ist ein deutscher Ultraläufer und Herausgeber der Fachzeitschriften Trail und Ultra Running.

## Leben
Wischniewski begann mit dem Laufsport im Jahr 2007 und nahm an vielen internationalen Extrem-Wettkämpfen teil. Er lief den Marathon des Sables in der marokkanischen Saharawüste, den kältesten Trail der Welt am Yukon und viele alpine Ultratrails. Seine Zeitschrift Trail erscheint seit 2012 im Eigenverlag alle zwei Monate am Kiosk und berichtet über Laufsport abseits von befestigten Wegen.
Im Sommer 2016 lief Wischniewski in 41 Etappen von München bis an die bulgarisch-türkische Grenze und legte dabei rund 2100 Kilometer zurück. Dieser Lauf wurde von einem Filmteam begleitet. Die Dokumentation Einen Sommer lang von Georg-Michael Fischer hatte 2018 Premiere.

## Bücher
- Denis Wischniewski: Einen Sommer lang: Ein Lebenslauf in 41 Etappen. Trail Magazin Verlag 2017, ISBN 3963410019.
- Denis Wischniewski: Trail-Run: Alles übers Laufen im Gelände. Falken 2015, ISBN 978-3806836035.
- Stephan Repke & Denis Wischniewski: Trail Running: Die neue Art zu laufen. Delius Klasing 2011, ISBN 978-3768832663.

## Filme
- Denis Wischniewski: Einen Sommer lang: In 50 Tagen von München nach Istanbul. Regie: Georg Michael Fischer